# Des Byrne
Des Byrne (Dublin, 10 april 1981) is een Iers voetballer die uitkomt voor Bohemians. Byrne is een linkerverdediger die ook centraal kan spelen, zowel in de verdediging als op het middenveld.

## Carrière
Byrnes carrière begon bij Stockport County in het seizoen 1998/1999. Hij speelde er één match. Hij ging terug naar Ierland en kwam er uit voor St. Patrick's Athletic, waar hij opgemerkt werd door Wimbledon FC. Bij deze club kon hij zich nooit doorzetten.
Tijdens zijn periode bij Wimbledon was Byrne betrokken in een incident in een Londense nachtclub, samen met de Chelsea-spelers Jody Morris en John Terry. Hij werd schuldig bevonden aan wapenbezit en kreeg een boete van 2000 pond.
Door Wimbledon werd hij uitgeleend aan Cambridge United en nadien trok hij naar Carlisle United. Na twee seizoenen keerde hij terug naar St Patrick's Athletic. In december 2004 tekende hij een driejarig contract bij Bohemians.